# Haggen Food & Pharmacy
Haggen Food & Pharmacy je největší nezávislá síť maloobchodů s potravinami na severozápadě Spojených států amerických. Pod názvy Haggen a Top Food & Drug provozuje více než třicet poboček především v koridoru tvořeném mezistátní dálnicí Interstate 5 mezi kanadsko-americkou hranicí v Blaine a metropolitní oblastí Portland. Své sídlo má ve městě Bellingham, kde ji v roce 1933 založili manželé Bennett a Dorothy Haggenovi a Doug Clark otevřením prvního obchodu na ulici Bay Street.

## Historie
Společnost byla založena uprostřed Velké hospodářské krize v roce 1933 Bennettem a Dorothy Haggenovými a Dougem Clarkem, který byl bratrem Dorothy Haggenové. V centru města Bellingham svůj obchod nejprve nazvali Economy Food Store', tedy ekonomickým obchodem s potravinami. Dařilo se jim dost dobře na to, aby si mohli brzy dovolit přemístit podnik do většího objektu na křižovatce ulic Railroad Street a Magnolia Street, kde získal nové jméno, The White House Grocery. Roku 1941 získal obchod svou vlastní pekárnu, která se potkala s pozitivním ohlasem a velkou oblibou. V roce 1947 se mohl podnik dále rozrůstat, a tak byl obchod přemístěn do obchodního centra Town and Country Shopping Center na ulici Meridian Street, kde sloužil jako hlavní nájemce a získal nové jméno, Haggen's Thriftway. Tamní pobočka je stále v provozu.
O pár let později se společnost nadobro přejmenovala na Haggen, Inc. a pokračovala v růstu. V 60. letech minulého století už byl podnik připraven rozrůst se za hranice města Bellingham. Roku 1962 byla tak otevřena pobočka v Everettu a v roce 1968 další v Lynnwoodu. Roku 1971 společnost zakoupila řetězec Grocery Boy, čímž získala další dvě pobočky v Lynnwoodu. Další rozvoj firmy byl pomalý, jelikož na rozdíl od ostatních společností v oboru se Haggen spoléhal na výstavbu nových obchodů místo skupování slabších řetězců. V roce 1979 byla rozloha vlajkové pobočky v Bellinghamu zvýšena na 3 700 m² a celá pobočka byla přeměněna na první supermarket Haggen v historii firmy.
V roce 1982 byla vytvořena divize zvaná TOP Foods, která vznikla transformací poboček ve městech Snohomish a Wenatchee na supermarkety. Tento tah byl úspěšný a brzy zajistil růst dosahu společnosti po celém regionu Pugetova zálivu. Dveře do metropolitní oblasti Seattle byly ale dále zavřené, jelikož ta byla zaplněna obchody společností QFC, Albertsons a Safeway. V roce 1995 společnost otevřela pod názvem Haggen své první pobočky v Portlandu, poté ale přerušila otevírání nových poboček, aby se mohla soustředit spíše na renovaci těch stávajících.
Roku 1989 se Haggen stal prvním americkým potravinovým obchodním řetězcem, který provozoval na svých pobočkách kavárny Starbucks. Spolupráce nakonec vyústila ve jmenování bývalého CEO Starbucks Jima Donalda CEO Haggenu, kterým se stal v září 2009.
V lednu 2010 bylo oznámeno, že bellinghamské obchody s výjimkou pobočky v Barkley Village již nebudou v provozu nonstop. Podle vyjádření společnosti za to mohl nízký počet zákazníků. Tah se setkal se smíšenou odezvou, přesto stejný osud potkal všechny pobočky TOP Foods kromě těch ve městech Olympia, Snohomish a Woodinville.
V únoru 2011 bylo oznámeno, že bratři a prezidenti firmy Don a Rick Haggenovi prodali majoritní podíl skupině Convest Group, ale že rodina Haggenových bude nadále držitelem menšinového podílu akcií. Částí této dohody bylo odvolání Jima Donalda s pozice CEO, kde ho nahradil C. J. Gabriel z Convest Group, který se stal i prezidentem firmy.